# Rem Khokhlov
Rem Viktorovich Khokhlov (15 juillet 1926-8 août 1977) est un physicien soviétique réputé être l'un des fondateurs de l'optique non-linéaire. Il est également connu pour ses travaux en acoustique non linéaire. Il a donné son nom aux équations KZ (Khokhlov, Zabolotskaya) et KZK (Khokhlov, Zabolotskaya, Kuznetsov) destinées à décrire la propagation des ultrasons dans l'eau (sonar) et les tissus biologiques (diagnostic, méthodes thérapeutiques).

## Biographie
Rem Khokhlov est mécanicien de 1941 à 1944 durant la Seconde Guerre mondiale,,,. À cette date il entre à l'Institut d'aviation de Moscou puis un an plus tard, à l'Université d'État de Moscou dont il est diplômé en 1948. En 1952 il soutient sa thèse en physique mathématique dans le domaine de la mécanique. À partir de 1959 commencent les travaux dans le domaine de la propagation non linéaire des ondes qui ont fait sa notoriété.
Avec S. A. Akhmanov il fonde le laboratoire d'optique non-linéaire à l'université d'État de Moscou dont il deviendra le recteur de 1973 à 1977, date à laquelle il devient vice-président de l'académie des sciences d'URSS dont il était membre depuis 1974.
Rem Khokhlov était membre du parti communiste dont il est élu membre du comité central de révision. Il est élu député du Soviet suprême en 1974.
Passionné d'alpinisme, il meurt à la suite d'un accident dans le Pamir.

## Ouvrages
- (en) Akhmanov, S. A. et Khokhlov, R. V., Problems of nonlinear optics (Electromagnetic Waves in Nonlinear Dispersive Media), Gordon and Breach, 1972

## Distinctions
- Prix ou médaille Lomonossov (1964)[7].
- Prix Lénine (1970).
- Ordre de Lénine.
- Ordre du Drapeau rouge du Travail.
- Médaille du jubilé « En commémoration du 100ème anniversaire de la naissance de  Vladimir Ilyich Lénine » (en)
- Prix d'État de l'URSS (1985, à titre posthume).

L'astéroïde (3739) Rem a été ainsi baptisé en sa mémoire.